# Chalceus latus
Chalceus latus är en fiskart som beskrevs av Jardine, 1841. Chalceus latus ingår i släktet Chalceus och familjen Characidae. Inga underarter finns listade i Catalogue of Life.